# Georg Valentin Wambsganß
Georg Valentin Wambsganß (* 11. Mai 1879 in Speyer; † 7. Mai 1942 in Landau in der Pfalz) war ein deutscher protestantischer Pfarrer in der Zeit des Nationalsozialismus.

## Leben
Er besuchte zunächst die Lateinschule in Grünstadt, absolvierte danach ein Studium der Theologie und war ab 1. März 1921 bis 31. Januar 1936 Pfarrer von Neuhofen in der Pfalz. Der Geistliche engagierte sich im Bund der Religiösen Sozialisten. Die politischen Stellungnahmen von Wambsganß, der als Publizist und Redner in der Öffentlichkeit Ende der 1920er Jahre für die Sozialdemokratie und die Religiösen Sozialisten, als deren Landesvorstand für die Pfalz er fungierte, eintrat, und seine heftige Kritik an einer seiner Meinung nach erstarrten und verbürgerlichten Kirchlichkeit, trugen ihm die Feindschaft konservativer Pfarrer ein. Sein zuständiger Dekan Cantzler stelle 1930 fest, Wambsganß habe durch sein „Eintreten für die marxistische Welt- und Staatsauffassung in der Arbeitergemeinde Neuhofen die Bevölkerung von der Kirche entfernt“.
Mit dem Aufstieg der NSDAP und der Hinwendung protestantischer Geistlicher zum Nationalsozialismus, verschärften sich diese Konflikte. Die NSDAP nahm Wambsganß als einen der links orientierten evangelischen Pfarrern der Pfalz ins Visier ihrer Polemik. In dieser Zeit besaßen von 490 protestantischen Pfarren in der Pfalz 107 das Parteibuch der NSDAP. Von den zu der Zeit 434 katholischen Pfarrern waren zwei Parteimitglied, die aus diesem Grund vom Bischof aus dem Dienst entlassen wurden.
In der Folge bezog Wambsganß direkt Stellung gegen die politischen und weltanschaulichen Ziele der Nationalsozialisten und attackierte die NS-freundlichen Tendenzen innerhalb der evangelischen Kirche. Im Jahre 1931 legte er, sich dem massiven Druck beugend, den Vorsitz bei den pfälzischen Religiösen Sozialisten nieder. Er trat aus der SPD aus und gab seinen Sitz in der Synode der Pfälzischen Landeskirche auf. Er zog sich auf sein Pfarramt zurück.
Nun zeigte sich die NSDAP gnädig: „Unsere Bedenken gegen Pfarrer Wambsganß als Störungsmoment sind hinfällig geworden“ schreibt der Ortsgruppenleiter an den Kirchenpräsidenten. Für die Neubewertung des Pfarrers sorgte möglicherweise auch sein Bruder Fritz Wambsganß, von 1925 bis 1926 Gauleiter der NSDAP in der Rheinpfalz.
Wambsganß predigte nun im Sinne des NS-Diktatur und ordnete sich ein. Er übernahm sogar das Amt des Ortsleiters der NS-Volkswohlfahrt. Er blieb noch bis 1936 in Neuhofen.